# أسامة العمراني
أسامة العمراني (بالإنجليزية: Oussama Omrani)‏ (مواليد 10 مارس 1992 في تونس لاعب كرة قدم تونسي يجيد اللعب في خط الدفاع يلعب حالياً في نادي قلوة السعودي.

## روابط خارجية
- أسامة العمراني على موقع قاعدة بيانات كرة القدم.إي يو (الإنجليزية)
- أسامة العمراني على موقع Soccerway.com (الإنجليزية)